# Banque centrale de Norvège
La Banque centrale de Norvège (en norvégien : Norges Bank ; en nynorsk : Noregs Bank) est la banque centrale du royaume de Norvège. Il est responsable de la gestion du Fonds de pension du gouvernement norvégien, qui est le plus grand fonds souverain au monde.

## Histoire
L'histoire de la banque centrale de Norvège remonte à 1816, lorsque, deux ans après la séparation du Danemark et l'union avec la Suède, la Norges Bank fut créée par une loi du Storting (le Parlement norvégien) le 14 juin. La banque décida alors que l'unité monétaire serait le speciedaler (rixdollar), divisé en 120 skillings ou cinq ort (« rigsort ») de 24 skillings chacun.
Pendant la Seconde Guerre mondiale, le siège de la Norges Bank fut temporairement transféré à Londres en 1940, le gouvernement norvégien en exil ayant alors établi un nouveau conseil d'administration. Les réserves d'or de la banque furent évacuées via Åndalsnes, Molde et Tromsø vers Londres, puis vers New York et Ottawa. Cet or et les autres réserves de devises de la banque étaient sous le contrôle du conseil d'administration de Londres. Parallèlement, la banque poursuivit ses opérations en Norvège sous la direction des nazis jusqu'à la fin de la guerre et la démission du conseil d'administration de Londres. Une commission d'enquête après la guerre conclut que la direction de la banque à Oslo avait adopté une attitude ferme et correcte envers les autorités nazies.
En 1962, l'Autorité de surveillance de la Monnaie et la Monnaie royale furent transférées de l'État à la Norges Bank.
En mars 2025, Norges Bank Investment Management a annoncé l'acquisition auprès de RWE d'une participation de 49 % dans deux parcs éoliens offshore en construction au Danemark et en Allemagne, pour un montant de 1,4 milliard d'euros (1,5 milliard de dollars). Cette acquisition comprend des participations dans les projets éoliens Nordseecluster et Thor de RWE, qui devraient avoir une capacité combinée de 2,64 gigawatts, soit suffisamment pour alimenter plus de 2,6 millions de foyers. L'opération réduit les investissements nets de RWE d'environ 4 milliards d'euros, tandis que RWE continuera d'assurer la construction et l'exploitation.

## Liste des gouverneurs
La loi de gouvernance de la Banque centrale de Norvège, du 23 avril 1892 institue à sa tête un gouverneur,.
| Rang | Nom                 | Mandat                                            |
| ---- | ------------------- | ------------------------------------------------- |
| 1er  | Karl Gether Bomhoff | (1893–1920)                                       |
| 2e   | Nicolai Rygg        | (1920–1946)                                       |
| 3e   | Arnold C. Ræstad    | (1940-1945) (à la tête de la branche londonienne) |
| 4e   | Gunnar Jahn         | (1946–1954)                                       |
| 5e   | Erik Brofoss        | (1954–1970)                                       |
| 6e   | Knut Getz Wold      | (1970–1985)                                       |
| 7e   | Hermod Skånland     | (1985–1993)                                       |
| 8e   | Torstein Moland     | (1994–1995)                                       |
| 9e   | Kjell Storvik       | (1996–1998)                                       |
| 10e  | Svein Gjedrem       | (1999–2010)                                       |
| 11e  | Øystein Olsen       | (2011–2022)                                       |
| 12e  | Ida Wolden Bache    | (depuis le 2022)                                  |